# Кук, Флоренс
Фло́ренс Кук (англ. Florence Cook; 3 июня 1856, Cobham, Суррей — 22 апреля 1904, Лондон) — британский медиум, чьи спиритические сеансы наблюдались и были подробно описаны сэром Уильямом Круксом. Кук, одна из самых знаменитых и необычных фигур эпохи расцвета спиритуализма, обладала, если верить наблюдавшим её феномен исследователям, способностью к материализациям, наиболее ярким проявлением которой явился феномен «Кэти Кинг» — «духа», впоследствии появлявшегося и на сеансах с участием других медиумов. «Кэти» утверждала, что её истинное имя — Энни Оуэн Морган, и она — дочь пирата Генри Моргана.

## Биография
Флоренс Кук родилась 3 июня 1856 года в рабочей семье среднего достатка в Хэкни, на востоке Лондона и с детства (по свидетельству матери) проявляла «психические» способности, ощущая рядом «присутствие духов». Утверждалось, что дар медиумизма проявился у Флоренс Кук вскоре после того, как ей исполнилось 14 лет. Друзья на чаепитии предложили поэкспериментировать со столоверчением. Сначала девушка отказалась от участия, но позже, с согласия матери, села в общий круг. Стол, как утверждалось, стал неуправляем и юная мисс Кук поднялась вместе с ним в воздух.
После того, как события на сеансах стали принимать рискованный оборот (однажды невидимая сила подняла медиума в воздух и сначала сдёрнула с неё всю одежду, а потом надела её вновь), мать запретила дочери проводить сеансы в общественных местах и приказала ограничиться стенами собственного дома. В качестве кабинета здесь использовалось одно из отделений большого платяного шкафа, располагавшегося в столовой. В его двери было проделано отверстие, откуда и выплывали «лица духов». При этом Флоренс, невидимая для присутствующих, сидела на стуле, привязанная к нему за запястья и лодыжки, внутри шкафа.
Вскоре вокруг мисс Кук образовался постоянный кружок, в который входили её родители, две её сестры (также, как утверждалось, обладавшие медиумистскими способностями) и горничная Мэри. Под названием «Кружок Хэкни» (англ. Hackney Circle) он вскоре стал известным в Лондоне. Чарльз Блэкберн, состоятельный джентльмен из Манчестера, обеспечил Флоренс Кук ежегодным пособием: это позволило ей впоследствии проводить сеансы бесплатно.
Параллельно с медиумистскими способностями у Флоренс Кук (как утверждают её биографы) открылся дар автоматического письма, причём послания из-под её пера появлялись «зеркальные», так, что прочесть их можно было, приставив к бумаге зеркало. Таким образом Флоренс получила письменную инструкцию: отправиться в указанный книжный магазин и там навести справки об Ассоциации Далстона. Так она познакомилась с кружком лондонских спиритуалистов и вскоре начала регулярно проводить для общества сеансы. При этом мисс Кук посещала и сеансы других медиумов-материализаторов, в частности Эрне и Уильямса.
По мере того, как Флоренс Кук приобретала известность, страдала её профессиональная деятельность в школе, где она работала ассистенткой. В конечном итоге мисс Элайза Клифф, директор школы, вынуждена была уволить девушку из-за того, что в её присутствии стали происходить необъяснимые вещи, напоминавшие проявления полтергейста, что пугало как учениц, так и их родителей.

## Кэти Кинг
В апреле 1872 года на сеансе Флоренс Кук согласно сообщениям очевидцев впервые появилась фигура молодой женщины в белом, называвшая себя Кэти Кинг и утверждавшая, что она — Энни Оуэн Морган, — дочь пирата XVII века, валлийца Генри Моргана (1635—1688), посвященного в рыцарское звание и ставшего губернатором Ямайки. Морган в своей «посмертной жизни» предпочитал именовать себя Джоном Кингом; не раз сообщалось о его появлениях на спиритических сеансах середины XIX века.

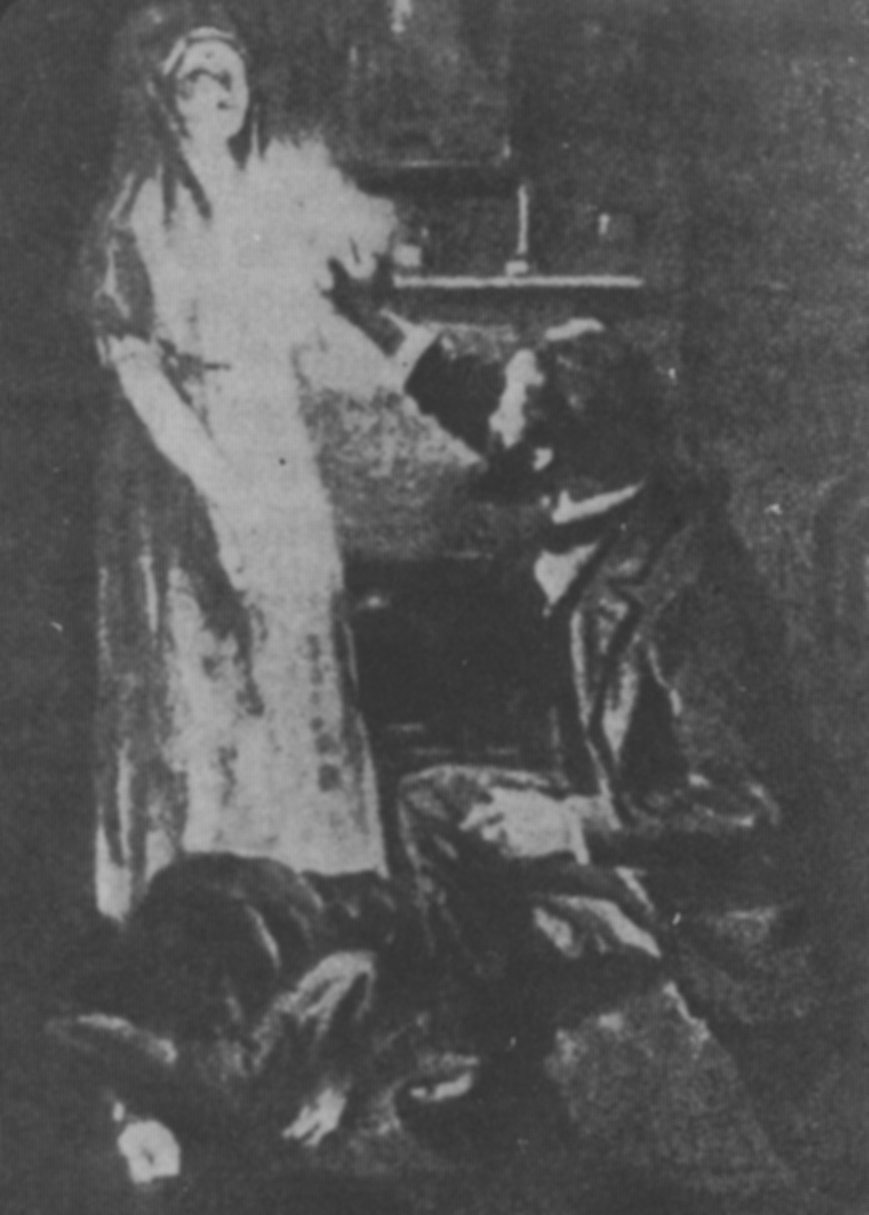
Один из самых известных снимков «Кэти Кинг», который, как считают многие, убедительно демонстрирует тот факт, что медиум и фантом — две разных женщины. Флоренс Кук лежит на полу; справа — сэр Уильям Крукс. 1874 год

О реальной мисс Морган было известно, что свою земную жизнь она завершила в возрасте 22 (по другим данным — 23) лет после того, как совершила ряд преступлений, в том числе тяжких. Кэти Кинг утверждала, что явилась вновь — отчасти чтобы «расплатиться за свои прижизненные грехи». Вскоре выяснилось, что сущность по имени Кэти Кинг уже проявляла себя на заре спиритуализма в Америке, появляясь на сеансах братьев Давенпорт и семейства Кунз.
По утверждениям очевидцев, поначалу Кэти Кинг возникала на сеансах Кук в форме плавающего рядом с отверстием в стене шкафа-кабинета белого безжизненного лица, напоминавшего посмертную маску. Гости, которым она позволяла прикасаться к себе, говорили, что это действительно была не более, чем органическая маска, под собой скрывавшая пустоту. Постепенно этот объём начал наполняться эктоплазмой, а ещё через некоторое время Кэти стала выходить к комнату в облике молодой женщины. Так Флоренс Кук вошла в историю спиритуализма как первый британский медиум, сумевший провести сеанс материализации при полном освещении.
Уже через год Кэти Кинг, как утверждалось, позволила себя сфотографировать со вспышкой. Первое время лицо «духа» напоминало лицо медиума; та отдавала себе в этом отчёт, но говорила, что ничего поделать с этим не может. Кэти пообещала, что посредством Флоренс будет общаться с живыми людьми в течение трёх лет и откроет миру «многие странные вещи». Возможно, главная странность состояла в том, что в Кэти не было ничего «призрачного»: она, по собственным словам, явилась во плоти, чтобы доказать отсутствие смерти. Сообщество спиритуалистов восприняло это явление как «… убедительное доказательство реальности духовной жизни и существовании невидимого мира».

### Инцидент с Фолкманом
Как и принято было на сеансах того времени, медиум начинала сеанс в запертом кабинете, где погружалась в транс, концентрируя «психическую энергию». По прошествии примерно получаса занавес раздвигался и в комнату входила фигура в белом, в то время как Флоренс находилась без сознания в своем кабинете. Временами присутствующие слышали, как она всхлипывает и издает стоны, словно бы страдая от оттока физической энергии. Поначалу Кэти всего лишь улыбалась и кивала присутствовавшим, но вскоре стала протягивать для рукопожатия твёрдую на ощупь, тёплую руку и разговаривать с ними. Она любила прикасаться к гостям и позволяла осторожно прикасаться к себе. После того, как Кэти возвращалась в кабинет, там обнаруживали Кук: как прежде, привязанную к стулу и совершенно обессиленную.
Согласно распространённому среди спиритуалистов убеждению «духи» на сеансах материализуются из эктоплазмы: загадочного вещества, источаемого телом медиума. Последний может получить серьёзную физическую и психологическую травму в том случае, если посторонним вмешательством процесс выхода и формирования этой субстанции будет резко нарушен. В этом случае происходит резкое всасывание энергии и, как следствие, «эктоплазмический удар», чреватый серьёзным заболеванием и даже гибелью (утверждалось, жертвой его в середине XX века стала медиум Хелен Дункан). 9 декабря 1873 года нечто подобное едва не произошло с Флоренс Кук. Один из гостей сеанса, адвокат Уильям Фолкман, по-видимому, чтобы доказать, что медиум и её «дух» — одно лицо, вскочил с места и схватил Кэти за запястье, объявив во всеуслышание, что она и есть — переодетая Флоренс.
Кэти вцепилась обидчику в лицо и оставила на нём несколько кровоточащих царапин. Фолкмана остановили Эдвард Корнер (жених Кук), герцогиня Кайтнесская и адвокат Генри Данфи, уже знакомые с понятием «эктоплазмического удара». Пока продолжалась потасовка, по словам Данфи, Кэти «начала растворяться — от ступней ног к туловищу». Фолкман, не успокоившись, распахнул дверь в кабинет. Флоренс лежала на полу: одежда её была в беспорядке, но она оставалась привязанной к стулу и была без сознания.
Попытка «разоблачения» таким образом лишь привлекла к феномену Флоренс Кук общественное внимание. Кроме того, вскоре дискредитирован был и сам Фолкман: по странному совпадению он женился на мисс Гаппи, медиуме, которая являлась конкуренткой Флоренс. Тем временем Флоренс Кук, узнав, что медиум Хьюм проводит показательные сеансы для знаменитого ученого-химика Уильяма Крукса, вошла в контакт с последним и предложила саму себя в качестве испытуемой. Крукс с воодушевлением взялся исследовать загадочный и к этому времени почти знаменитый в Британии феномен.

## Исследования Крукса
Уильям Крукс пригласил Флоренс Кук поселиться у себя на квартире на Морнингтон-роуд, на северо-западе Лондона. В ходе первого же сеанса Кэти Кинг вышла из-за кабинета, в котором находилась Флоренс Кук и пригласила Крукса пройтись по комнате. Учёный утверждал, что в какой-то момент Кэти подвела его к кабинету и он своими глазами увидел, что Флоренс лежит без сознания, привязанная к стулу. Этот и многие другие эпизоды убедили его в том, что Флоренс и Кэти — две разные женщины.

Недооформленный фантом «Кэти Кинг» на снимке У. Крукса. 1874 год

Не все из присутствовавших коллег исследователя, однако, были до конца в этом убеждены: они настаивали на ужесточении условий контроля над телом медиума. Флоренс прочно привязывали к стулу и даже иногда обматывали волосы вокруг гвоздя, вбитого в пол, но Кэти и после этого продолжала появляться в комнате. В 1874 году Крукс начал проводить эксперименты в освещенных комнатах и сделал несколько фотографий. Отчёты о проводимой работе на Морнингтон-роуд он регулярно публиковал в «Ежеквартальном научном журнале», который сам же редактировал.
Каждый раз в комнате наблюдалась примерно одна и та же картина: мисс Кук в кабинете (внутренней комнате) погружалась в транс. В наружной комнате в полумраке находились Крукс и приглашённые им наблюдатели. По истечении определённого времени (от двадцати минут до часа) занавес приоткрывался и из-за него появлялась женщина в белом, называвшая себя Кэти Кинг, причём обычно её внешность весьма отличалась от внешности медиума.
Одним из главных аргументов скептиков являлся тот факт, что Кэти — по крайней мере вначале — была очень похожа на Флоренс.

…Здесь мы сталкиваемся с одной из загадок явления материализации, которая требует скорее тщательного изучения, чем насмешек… Лица психических феноменов в первый момент, когда психическая сила ещё слаба, напоминают лицо медиума, но в дальнейшем сходство совершенно утрачивается. Существует предположение, что эфирная оболочка медиума, его духовное тело, освобождается в состоянии транса и становится основой, на которой воплощающиеся сущности формируют свой облик…"— А. Конан Дойль. История спиритуализма. Глава 11. Опыты Вильяма Крукса

Крукс утверждал, что постоянно получает убедительные доказательства того факта, что наблюдает двух совершенно разных женщин. 
У Кэти другой рост: во время опытов в моём доме она была выше Флоренс на шесть дюймов, а вчера, будучи босой и не поднимаясь на носки, всё равно была выше на четыре с половиной дюйма. Вчера вечером, когда шея Кэти была открыта, можно было видеть и ощутить, как гладка её кожа, а у мисс Кук на шее был большой волдырь, который все могли видеть и потрогать рукой. Уши у Кэти не проколоты, в то время как мисс Кук носит серьги. Весь облик Кэти очень светлый, в то время как мисс Кук - тёмная. Пальцы Кэти значительно длиннее пальцев мисс Кук, лицо тоже более удлинённое. Их манеры и выражения также весьма различаются».Уильм Крукс
Он несколько раз заходил в кабинет вслед за Кэти «и иногда наблюдал её и медиума вместе, однако чаще видел девушку-медиума лежащей на полу в состоянии транса, а Кэти в своих белых одеждах мгновенно исчезала».
Крукс писал также, что Кэти позволила ему отстричь локон волос, который оказался ярко-золотистого цвета, намного светлее темных волос Кук. Крукс измерял пульс обеих женщин: у Кук он равнялся 90 ударам в минуту, у Кинг — 75. При этом Кук страдала жестоким кашлем и лечила лёгкие, а Кинг выглядела совершенно здоровой.
Писательница Росс-Черч, известная под псевдонимом Флоренс Марриат, подтверждала, что Кэти, при некотором сходстве с медиумом, была выше и массивнее, имела рыжеватые волосы, в то время как Флоренс была брюнеткой. Крукс отмечал, что у Кэти было более широкое лицо, более светлая кожа, более длинные пальцы и непроколотые мочки ушей, в отличие от Флоренс.

### Фотографирование и контроль
Для фотографирования Крукс использовал пять комплектов фотоаппаратуры, нацеленных на охотно позировавшую Кэти. Использовалось по пять ванн с проявителем и закрепителем и было заготовлено множество фотопластинок, чтобы исключить любые задержки или остановки в процессе фотографирования, который химик вёл с помощником. В качестве тёмной комнаты использовалась библиотека, отделённая от лаборатории двустворчатой дверью. Одну из створок двери сняли с петель и на её месте повесили портьеру, чтобы Кэти могла свободно входить и выходить. Гости сидели в лаборатории, лицом к портьере, а камеры располагались у них за спиной, давая возможность сфотографировать Кэти. Каждый вечер производилось по три-четыре снимка каждой камерой.
Характерен эпизод, происшедший 12 марта 1874 года, когда Кэти Кинг, материализовавшись, подошла к кабинету, распахнула занавеску и пригласила сэра Уильяма Крукса удостовериться в том, что Флоренс Кук, в своем обычном чёрном бархатном платье, лежит на диване. Обернувшись, Крукс увидел, что Кэти рядом с ним нет. Позже ему удавалось видеть две фигуры одновременно. При этом Флоренс Кук, чтобы защитить себя от вспышек яркого света, закрывала лицо шалью. Крукс сделал в общей сложности 55 фотографий Флоренс и Кэти, но лишь единицы сохранились до наших дней. Остальные были уничтожены вместе с негативами незадолго до его смерти в 1919 году.
В те дни исследователи регулярно использовали контрольные приборы, позволявшие быть уверенными в том, что пока материализованная форма расхаживает по комнате, медиум находится на своем месте. Крукс использовал электрическую цепь с резистором и гальванометром, так что если бы медиум нарушила соединение проводов, гальванометр, стоявший в комнате, тут же продемонстрировал бы это движением стрелки. Пока Кэти Кинг ходила, разговаривала и писала, стрелка оставалась неподвижной. Позже тот же опыт повторил с тем же результатом Варлей, член Королевского общества. В другом случае Крукс попросил Кэти Кинг опустить кисти рук в химический раствор: если бы на ней были провода, это вызвало бы усиление электрического тока. Ничего подобного не произошло, из чего был сделан вывод, что это не руки Флоренс Кук.

### Эпизод с дематериализацией
Как отмечал А. Конан Дойль, после серии сеансов была достигнута стабильность, позволявшая фигуре выдерживать значительно более интенсивное освещение. Эта стабильность имела свои пределы, которых профессор Крукс никогда не переходил и которые определились в ходе ошеломляющего эксперимента, описанного мисс Флоренс Мэриэт (миссис Росс-Чёрч). 
Она встала у стены, расставив руки, как будто её распяли. Затем в комнате площадью около шестнадцати квадратных футов включили на полную мощность три газовых светильника. Эффект, который это произвело на мисс Кинг, был ошеломляющим. В течение доли секунды она выглядела как обычно, а затем начала как бы таять. Это можно уподобить тому, как тает восковая кукла возле горячего камина. Сначала её черты стали размытыми, нечёткими. Глаза утонули в глазницах, нос исчез, лоб ввалился. Затем ноги под нею подкосились, и она начала опадать на ковёр подобно рушащемуся изваянию. В конце концов на полу осталась одна её голова, потом - лишь кусок белой ткани, который также исчез, будто его утянули вслед за фигурой. Мы в изумлении уставились на яркое пятно света, отбрасываемого тремя газовыми светильниками на то место, где только что была Кэти Кинг.Флоренс Мэриэтт
В 1874 году Уильям Крукс опубликовал отчёт о работе с Кук (а также с двумя другими знаменитыми медиумами, Кейт Фокс и Д. Д. Хьюмом) в котором утверждал, что стал свидетелем истинных феноменов. Публикация вызвала скандал в научном мире и Крукс едва не лишился звания почетного члена Королевского общества.

### Аргументы скептиков
Одна из главных претензий к отчёту Крукса со стороны представителей британского научного сообщества состояла в том, что при всем обилии использовавшейся аппаратуры, сделанные им снимки в большинстве своем были неудовлетворительного качества и не демонстрировали убедительных доказательств того, что Флоренс и Кэти — не одна и та же женщина. На одной из сохранившихся фотографий ясно видны сам Крукс, Флоренс и Кэти, но столь же очевидно и внешнее сходство между двумя последними. На другой Кэти стоит поодаль, а Флоренс лежит без сознания на стуле, но лицо первой из них скрыто «эктоплазмической» завесой, так что нет возможности наверняка установить, что это не двойник. На третьей и самой странной из сохранившихся фотографий мы видим расплывчатую фигуру Кэти, которая глядит прямо в объектив и кого-то из присутствующих слева, напоминающего отражение в зеркале. Но справа вместо мужской фигуры видна фигура полулежащей женщины, возможно, Флоренс (в чём также не может быть полной уверенности). На одной из фотографий Кэти явно находится на некотором возвышении, словно бы демонстрируя тот факт, что она выше Флоренс на 4 дюйма (как было установлено Круксом).
Крукс горячо защищал свою подопечную, утверждая, что она соглашалась на любые его условия безоговорочно. Он c благодарностью писал о самоотверженности, с которой Кук соглашалась на самые жесткие ограничения и характеризовал её личные качества в самых восторженных тонах:
... Выражается она открыто и прямо, и я ни разу не заметил хотя бы малейшей попытки схитрить. Конечно, я уверен, обман не мог удаться ей при всём желании; я бы сразу заметил, что что-то неладно, ибо она по натуре своей не способна на ложь. Предположить, что пятнадцатилетняя школьница способна задумать и в течение трёх лет успешно осуществлять надувательство такого масштаба, соглашаясь при этом на любые испытания, подвергаясь тщательному обследованию, безропотно проходить осмотр как до, так и после сеансов, и при этом показывать в моём доме даже более поразительные вещи, чем в доме родителей, сознавая, что находится под тщательным наблюдением... Здравый смысл заставляет скорее поверить в то, что Кэти Кинг на самом деле являлась тем, кем называла себя, нежели в то, что её появления, происходившие на протяжении трёх лет, были результатом надувательства.У. Крукс
Между тем, именно эти горячие выступления Крукса в поддержку своей подопечной в свою очередь явились причиной новых инсинуаций, касавшихся их (предполагавшейся некоторыми) тайных отношений. В прессе появились намёки на то, что учёный понял, что имеет дело с надувательством, но не может найти в себе силы выступить с разоблачениями. Сам Крукс яростно отрицал подобные домыслы, но в том, что он был действительно неравнодушен к объекту своего наблюдения, свидетельствует хотя бы такой пассаж из его записок:

Никакая фотография не может описать совершенную красоту лица Кэти, равно как и слова бессильны описать очарование её манер. Фотоснимок может сохранить контуры её черт, но как может она передать удивительную чистоту цвета кожи, постоянную перемену черт лица, то омрачённых печалью — когда она рассказывает о горечах своей прошлой жизни, то озаряемых невинной улыбкой, когда она собрав вокруг себя детей, рассказывает им о своих приключениях в Индии…— У. Крукс
Согласно одной из версий оппонентов, Флоренс в своих сеансах могла использовать ассистентку. Это отчасти подтверждается тем фактом, что в доме Крукса в ходе исследований жила другая девушка-медиум по имени Мэри Шоуэрс. Обе нередко входили в транс одновременно и материализовали, если верить наблюдателям, сразу две фигуры: Кэти Кинг и Флоренс Мэйпл, которая в свою очередь имела полное сходство с самой Мэри. Появились мнения, что «роль» Флоренс, лежавшей без сознания, на этих сеансах, могла исполнять Мэри, пока сама Флоренс расхаживала по комнате в белых одеяниях.
Многим впоследствии показалось странным и поведение Кэти Кинг: она открыто флиртовала с гостями, присаживалась к ним на колени, а однажды сбросила с себя одежду и предстала перед зрителями обнаженной, заявив при этом: «Теперь вы видите, что я — женщина». Это по мнению некоторых парапсихологов очень напоминало попытку девушки викторианской эпохи — сознательно или бессознательно (второе наиболее вероятно) — реализовать свои скрытые сексуальные страсти.

### Прощание с Кэти
21 мая 1874 года сэр Уильям Крукс стал свидетелем прощания Флоренс Кук и Кэти Кинг и подробно описал эту сцену. Согласно его отчёту, Кэти прошлась по комнате, после чего приблизилась к Флоренс, которая без сознания лежала на полу, прикоснулась к её плечу и умоляющим тоном попросила проснуться, потому что ей пора уходить. Женщины обменялись репликами, после чего «… слезы лишили мисс Кук дара речи». Кэти попросила Крукса подойти и поднять Флоренс на руки, потому что та постоянно падала на пол в истерике. Когда он оглянулся, фигуры Кэти в её белых одеждах в комнате не было.
После исчезновения Кэти смысл в дальнейших экспериментах отпал. Флоренс, незадолго до этого вышедшая замуж за своего давнего почитателя Эдварда Корнера, направилась в Монмаунтшир и там в течение следующих шести лет жила тихой семейной жизнью.

## Последние годы Флоренс Кук
Через шесть лет после замужества Флоренс Кук неожиданно для многих снова стала давать сеансы — на этот раз являя публике «духа» по имени Мари. Последняя развлекала публику ещё более рьяно, чем Кэти: Она на сеансах пела и танцевала. Но было в её поведении нечто, что вызывало теперь у зрителей сомнения.
В ходе сеанса 9 января 1880 года сэр Джордж Ситуэлл заметил, что «призрачные» одеяния Мари явно скрывают под собой самый реальный корсет, вскочил с места и схватил фигуру, одновременно распахнув занавеску кабинета. Выяснилось, что там пусто, а в руках у него — сама Флоренс Кук. Последняя оправдывалась тем, что вышла из кабинета бессознательно, не отдавая отчёта в собственных действиях.
Сторонники Кук впоследствии не отрицали факт обмана со стороны медиума, но, настаивая на неумышленном его характере, предлагали собственные объяснения происшедшему. «Медиум-материализатор всегда нуждается в страховке, которая не позволила бы ему бродить без присмотра. Какие-либо перемещения в состоянии глубокого транса вряд ли возможны, однако в состоянии полутранса она могла — бессознательно или полубессознательно, подчиняясь неосознанному желанию зрителей или воле духов — встать и выйти из кабинета в комнату», — писал сэр А. Конан Дойль в «Истории спиритуализма». Отмечая, что этот единственный факт никак не может перечеркнуть все прежние доказательства истинности демонстрировавшего Флоренс Кук феномена, Конан Дойль предполагал, что «…это был, скорее, случай не материализации, а трансфигурации, когда эктоплазма, будучи не в силах оформиться в отдельную фигуру, окутывает медиума так, что он сам становится носителем нового облика».
Во многом эту точку зрения разделял и германский исследователь доктор Альберт фон Шренк-Нотцинг:

Этот эпизод проливает свет на происхождение так называемого явления трансфигурации, когда медиум сам берёт на себя роль духа, и, стремясь перевоплотиться в вызываемую личность, окутывает себя её материальной формой. Такая переходная стадия присуща практически всем медиумам-материализаторам. В литературе по данному вопросу описано множество случаев, когда медиумов, находившихся в таком состоянии, пытались обвинить в том, что они якобы «подделываются» под духов. В их числе происшествия с кронпринцем Рудольфом, медиумом Бастианом, с медиумом Крукса — мисс Кук, инцидент с мадам д’Эсперанс и многие другие. Во всех этих случаях медиумы были схвачены, однако ткань, якобы использованная ими для маскировки, немедленно куда-то исчезала, причём совершенно бесследно.— Барон Шренк-Нотцинг.
После разоблачения Ситвелла миссис Корнер объявила, что впредь станет проводить сеансы с материализацией лишь в том случае, если кто-то будет находиться рядом с ней, желательно привязанный. В такой роли несколько раз выступила писательница Флоренс Марриат, автор книги «There is No Death». В 1899 году по приглашению Общества Сфинкса (англ. Sphinx Society) миссис Корнер согласилась выступить в Берлине, выполнив жёсткие условия наблюдателей, и там (по утверждению присутствовавших) полностью реабилитировала себя, явив на свет Мари и пройдя все стадии жёсткого контроля.
Но единичные успешные сеансы не могли вернуть ей былую репутацию. Последние годы Флоренс Корнер прожила в Монмаутшире в роли самой обычной домохозяйки. В апреле 1904 года она умерла от пневмонии в своем лондонском доме Бэттерси Райз.
24 апреля 1904 года сэр Уильям Крукс опубликовал письмо-соболезнование, в котором были такие слова: «Передайте от леди Крукс и от меня искреннее соболезнование её семье по поводу этой невосполнимой потери. Мы убеждены: уверенность в том, что те, кого мы любим, перейдя в иной мир, продолжают смотреть на нас, уверенность, значительно усилившаяся благодаря медиумизму миссис Корнер (навсегда оставшейся в нашей памяти как Флоренс Кук) — будет поддержкой для тех, кто остался жить». Дочь Флоренс, сообщая о смерти матери, писала: «Она умерла, преисполненная покоя и счастья».

## Возвращение Кэти Кинг
Между тем, Кэти Кинг, простившись с Флоренс Кук, исчезла не надолго. В 1874—1875 годах она появилась в Нью-Йорке на сеансах супружеской пары медиумов Дженни и Нельсона Холмсов. Свидетелем тому был известный политик-социалист Роберт Дэйл Оуэн, который написал об увиденном в Atlantic Monthly в январе 1875 года.
Почти сразу же после публикации некая Элайза Уайт выступила с заявлениями о том, что это она «играла роль» Кэти Кинг, причём её сходство с последней на рекламных фотоснимках, рассылавшихся четой Холмс, было очевидным. Газета The Atlantic Monthly и Оуэн поспешили публично признать, что стали жертвами надувательства. Артур Конан Дойль писал, что это разоблачение нанесло самый страшный удар по спиритуализму за всю его историю.
Между тем, исследования, проведенные спиритуалистом Генри Стилом Олкоттом, вновь заставили поверить в реальность феноменов на сеансах Холмсов. Последние признавали, что приглашали Элайзу Уайт — но только для того, чтобы сняться для рекламных фотографий, не для участия в сеансах. Холмсы, как сами они утверждали, не желали фотографировать реальную Кэти Кинг, поскольку яркий свет практически уничтожал материализацию. Было доказано также, что Элайза Уайт занималась вымогательством и шантажировала супружескую чету медиумов.
В 1903 году Кэти Кинг появилась на сеансе, проводившемся доктором Гленом Хамилтоном в Канаде. В 1974 году её видели на одном из спиритических сеансов в Риме с участием медиума Фульвио Ренхеллы. По свидетельству двадцати участников сеанса, Кэти Кинг, медленно сформировавшись, с розами и гладиолусами в руках обошла всех по кругу, прикасаясь к каждому и одаривая некоторых поцелуем. Позволив присутствовавшему тут же врачу измерить у себя пульс и температуру (и то и другое оказалось в пределах человеческой нормы), Кэти подошла к медиуму, обняла его и исчезла у него на груди, оставив цветы. Наблюдения велись при ярком красном свете, позволившем сделать выразительные, но излишне контрастные фотографии.